# Caesars Palace
El Caesars Palace es un hotel y casino ubicado en Las Vegas Strip, Nevada, Estados Unidos. fue inaugurado el 5 de agosto de 1966. Ha sido remodelado en cinco ocasiones: en 1974, en 1979, en 1992, en 2001 y en 2007. Cuenta con 3.349 habitaciones en cinco torres: "Augusto", "Centurión", "Romana", "Palacio" y "Foro". El tema principal del hotel es el Imperio romano. Este lugar también es conocido por albergar en dos ocasiones el Gran Premio de Las Vegas de Fórmula 1  y la desaparecida Champ Car, en lo que es hoy en día el aparcamiento.

## Historia
En 1962, Jay Sarno, propietario de un motel, utilizó $10 millones de dólares que había recibido de Teamsters Central States Pension Fund para planificar un hotel sobre los terrenos pertenecientes a Kirk Kerkorian. Jay Sarno también se ocupó del diseño del hotel.
Ese mismo año empezó la construcción del Caesars Palace. La primera torre de 14 pisos tendría 680 habitaciones en un área de 138.000 metros cuadrados.
Decidir el nombre del hotel no fue una tarea fácil para Sarno. Finalmente, optó por bautizarlo como "Caesars Palace" para evocar la grandeza del líder romano Julio César. Sarno quería que cada uno de los huéspedes se sintieran como un rey en un palacio real mientras se alojaran en su hotel. Por esta razón se llama "Caesars Palace" ("Palacio de los Césares") y no "Caesar's Palace" ("Palacio del César").
Sarno contrató a muchas compañías para construir el edificio y sus características decoraciones.
El 6 de agosto de 1966, el hotel fue inaugurado con Andy Williams y Phil Richards a cargo del espectáculo. Ambos interpretaron a Julio César en una obra teatral aquella noche. Dos días después, 
los artistas españoles Xavier Cugat y Charo se convirtieron en la primera pareja en contraer matrimonio en el nuevo establecimiento.
El 31 de diciembre de 1967, el acróbata Evel Knievel intentó sin éxito saltar la fuente de agua del Caesars Palace montando su motocicleta.
Dos años más tarde, el 29 de julio, unos ejecutivos en un área de expansión del hotel enterraron una cápsula del tiempo que, días después, fue robada.
En 1973, la compañía Del Webb fue contratada para construir un edificio de 16 pisos adyacente al Caesars Palace. El proyecto finalizó en 1974.

### Años 1980
En 1980, Gary Wells ganó atención mediática, y muchas lesiones físicas, cuando trató de saltar la fuente de agua del hotel con su motocicleta. 
En 1982, Ronnie Vannucci, el actual batería de la banda The Killers, se convirtió en el músico más joven en tocar junto a una agrupación en un salón del Caesars Palace. Tenía sólo seis años de edad.
La competición automovilística "Las Vegas Grand Prix" fue realizada en el hotel en 1981 y 1982. Después de que el circuito Watkins Glen se quitase del itinerario en 1980, la Fórmula 1 decidió localizar el evento en Las Vegas. La nueva carrera no fue popular entre los corredores, debido principalmente al calor del desierto. El recorrido de la carrera estaba situado en el estacionamiento del Caesars Palace. Cuando el piloto Nelson Piquet culminó su primer Campeonato Mundial en 1981, le llevó 15 minutos recuperarse del agotamiento por el calor. La carrera del año 1982 la ganó Michele Alboreto. Al año siguiente no se realizó el evento por la pobre asistencia que tuvo.
En 1984, la cantante pop estadounidense Laura Branigan, que había alcanzado fama internacional en 1982 con su versión disco de "Gloria", realizó un concierto en vivo en el Caesars Palace durante su gira nacional para promocionar su tercer y más vendido álbum "Self Control". Es espectáculo fue grabado y luego lanzado bajo el nombre "Laura Branigan In Concert" en formato VHS y Laserdisc.
Durante los años 1980, el hotel inauguró una sala de recreo que tenía más de 60 máquinas del videojuego Atari. También en esta década, fueron llevados a cabo diversos campeonatos de boxeo en el recinto Caesars Outdoor Arena. 
En 1989, el hijo de Evel Knievel, Robbie, realizó con éxito la acrobacia que su padre no pudo concretar años atrás, al saltar la fuente del Caesars Palace sobre una motocicleta.

### Años 1990
La gerencia del hotel quería contar con una nueva atmósfera orientada a la familia al final de los años 1980.
El uno de diciembre de 1990 acogió el XIX Festival OTI de la Canción Iberoamericana.
En 1992, las tiendas "El Foro" fueron abiertas en el Caesars Palace. Fue uno de los primeros lugares de la ciudad donde comprar, sobre todo en tiendas caras, esta era una atracción en sí.
WrestleMania IX, el principal evento anual de la World Wrestling Federation, fue realizado en el hotel en 1993. El tema del evento fue "La fiesta de togas más grande del mundo". Aquel año, el concurso de la televisión NBC, Caesars Challenge, fue grabado en el hotel.

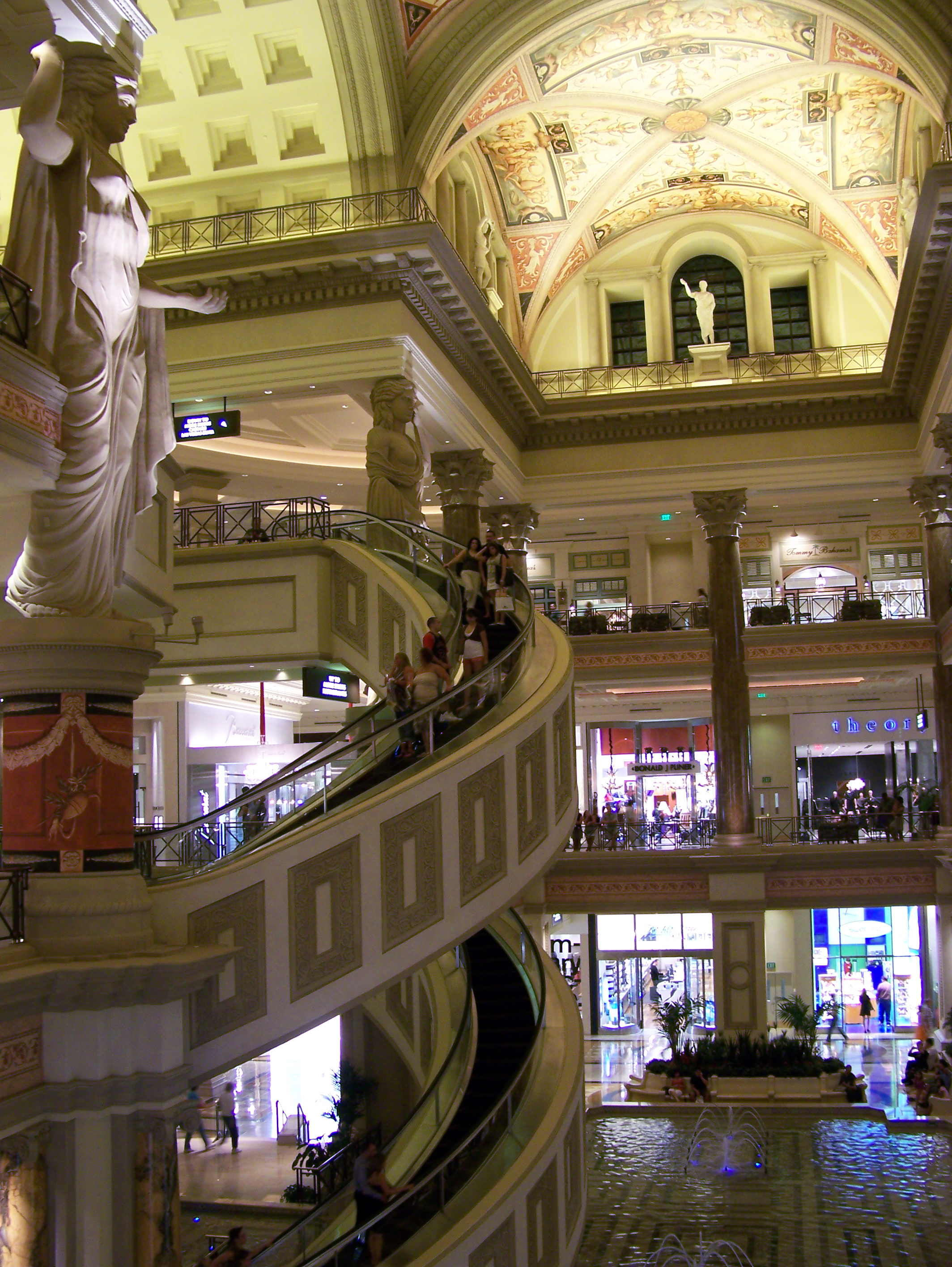
Interior del Caesars Palace.

El mago David Copperfield realizó diversos espectáculos en el teatro "Circo Máximo". El comediante George Burns también se presentó en el Caesars varias veces, incluso declaró que deseaba actuar allí en la celebración de su cumpleaños número 100, pero su salud se lo impidió.
En el verano de 1996, se inauguró un local conocido como "El Imperio Mágico del César", donde importantes espectáculos de ilusionismo se presentaron, como los de Whit Haydn, Jon Armstrong, Jeff McBride y Lee Asher. El show era rentable, pero finalizó el 30 de noviembre de 2002 para dar paso al nuevo espectáculo de Céline Dion, A new day....
Desde su inauguración, diversas compañías han sido dueñas del hotel: Sheraton y The Hilton International Corporation. Caesars Entertainment compró la propiedad en 1999, antes de fusionarse con Harrah's en 2005. Aquel año, el Caesars Palace fue afectado por una inundación.

### Años 2000
El Caesars inauguró la "Plaza Romana", una área al aire libre con una cafetería y el teatro "Coliseo", donde Celine Dion y Elton John son artistas estables. El teatro Coliseo fue construido específicamente para el show de Celine Dion, A new day..., el cual fue producido por el exdirector del Cirque du Soleil, Franco Dragone. El espectáculo de Dion se destacó, entre otras cosas, por tener unas de las entradas más caras en toda la ciudad. A pesar de esto, las entradas se agotaban con regularidad.
El 2 de octubre de 2004, el boxeo regresó al Caesars con Wladimir Klitschko y el ex olímpico Jeff Lacy protagonizando un partido televisado por el canal Showtime.

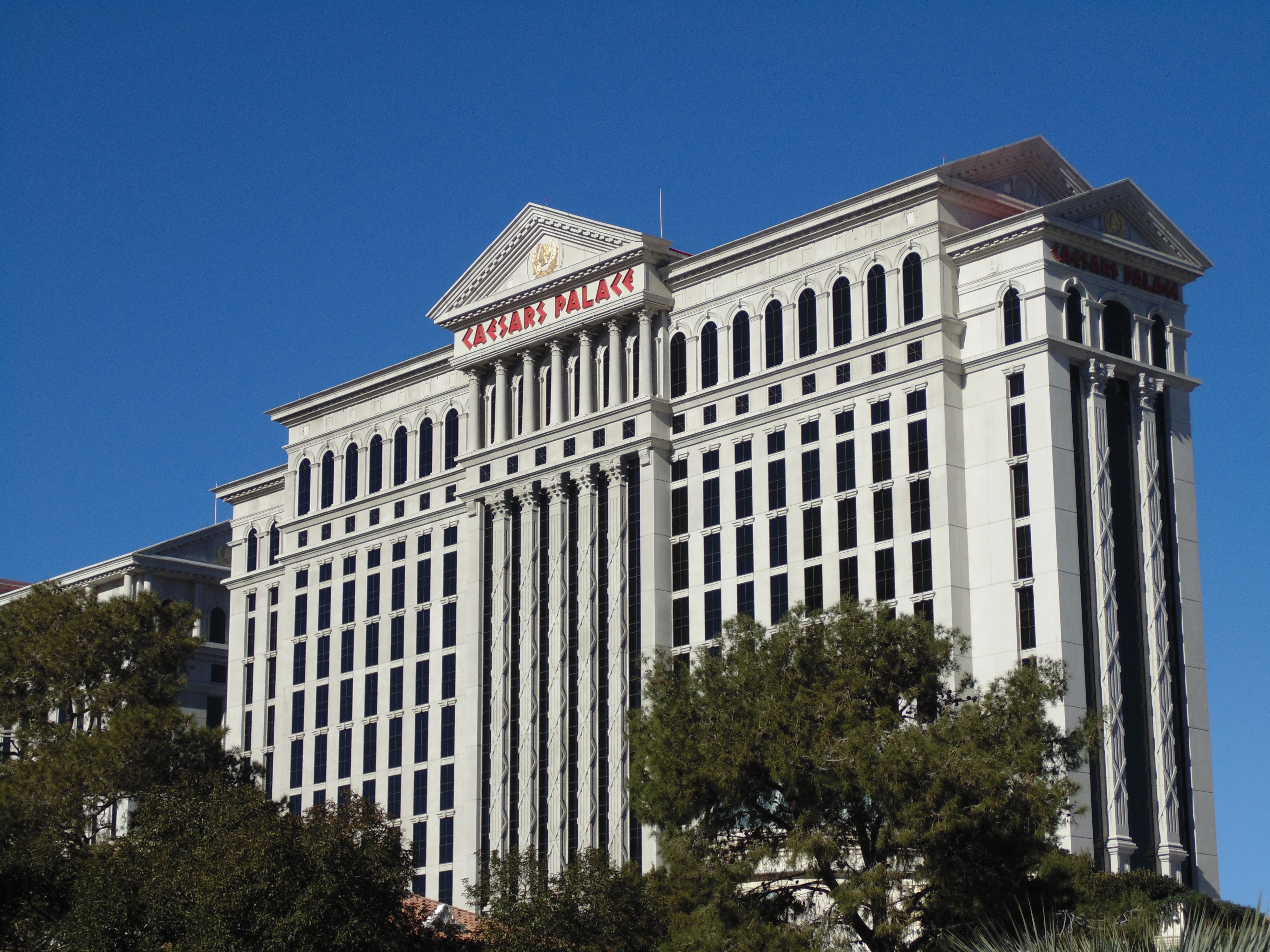
Vista del Caesars Palace.

En agosto de 2005, el hotel inauguró la "Torre Augusto", con 46 pisos y situada perpendicularmente a la avenida, ese mismo año, Harrah's Entertainment adquirió Caesars Entertainment y se convirtió en la dueña del Caesars Palace.
El 4 de mayo de 2006, el motorista Mike Metzger se transformó en la primera persona en saltar de espaldas la fuente del hotel sobre su motocicleta.
En diciembre de 2007, Harrah's Entertainment comenzó a operar algunas de sus oficinas corporativas dentro del Caesars Palace.
Desde mayo de 2008 hasta el 2010, la cantante estadounidense Cher fue elegida como artista estelar en El Coliseo, reemplazando a Céline Dion con el concierto Cher at the Colosseum.
El 15 de marzo de 2011, Celine Dion regresó al El Coliseo, firmando un contrato por 3 años y con 71 shows por año. El show ha sido reconocido, entre otras cosas, por el éxito económico que ha representado, convirtiéndose en uno de los shows más rentables del mundo durante esta nueva década. Para finales de marzo de 2013, se informó de una extensión del contrato por 6 años más, culminando así la serie de conciertos en 2019.

## Caesars Palace en la cultura popular
El hotel ha sido mencionado en diversas películas, programas de televisión y videojuegos:

### Películas
- Hells Angels on Wheels (1967)
- Where It's At (1969)
- The Electric Horseman (1979)
- Pleasure Palace (1980)
- History of the World, Part I (1981)
- Rocky III (1982)
- Oh God, You Devil (1984)
- You Ruined My Life (1987)
- Rain Man (1988)
- Fools Rush In (1997)
- Armageddon (1998)
- Ocean's Eleven (2001)
- Rush Hour 2 (2001)
- Dreamgirls (2006)
- Category 6: Day of Destruction (2004)
- Iron Man (2008)
- The Hangover (2009)
- 2012 (película) (2009)
- The Hangover Part III (2013)
- Step Up 5 All In (2014)

### Programas de TV
- Las Vegas varios episodios durante la tercera temporada.
- Friends Capítulo: The One in Vegas - Parte 1 y Parte 2 (1999)
- Hearts are Wild (1992)
- Caesars Challenge (1993)
- The Strip (1999)
- Caesars 24/7 (2005)
- Queer Eye for the Straight Guy
- Los Simpson: Capítulo Viva Ned Flanders (representado como «Nero's Palace», 1999)
- MasterChef

### Videojuegos
- Horizon Forbbiden west (2022), se puede observar las ruinas del mismo
- Grand Theft Auto: San Andreas (2004), como Casino Calígula
- Fallout: New Vegas (2009), como Gomorrah
- Need for Speed: Carbon (2006), como Troy